# Nepi
Nepi es un pueblo y municipio de Italia ubicado en la provincia de Viterbo en la región de Lacio. Este pueblo está a 40 km de Viterbo y a 13 km al suroeste de Civita Castellana. En 2005 la población era de 8,438 habitantes.
Nepi es famoso por sus manantiales, que son embotellados y vendidos en Italia bajo el nombre de Acqua di Nepi (Agua de Nepi en español).

## Historia
Nepi fue tomada por los romanos por el año 386 a. C., cuando Tito Livio habla de ella y de Sutri como las llaves de Etruria. En ese año fue entregada por los Etruscos y se convirtió en romana. En el año 383 a. C. se convirtió en una colonia que estaba entre las que rechazaron ayudar a Roma en 209 a. C. Después de la  guerra Social Nepi se convirtió en un municipio. Es muy poco mencionada durante la época del Imperio romano,  excepto por ser parte de la Vía Cassia, que corría hasta Ameria y Todi.
Durante el siglo VIII fue por un corto tiempo un ducado, que en 1545 fue entregado a la Iglesia.

## Evolución demográfica
Población de Nepi
| Gráfica de evolución demográfica de Nepi entre 1861 y 2001 |
|                                                            |
| Fuente ISTAT - elaboración gráfica de Wikipedia            |

## Sitios de interés
- Castillo de Borgia': Es la reconstrucción de un castillo feudal del siglo XV. Tiene grandes muros y cuatro torres, una de ellas visitable. Alguna vez fue propiedad de Lucrecia Borgia.
- Catedral de Assunta: Fue construida en el siglo XII sobre un templo pagano. Fue reconstruida en 1831 al finalizar las guerras Napoleónicas. Todavía queda una parte de la antigua cripta, que muestra el antiguo templo pagano.